# Acanthostachys
Genre
Classification phylogénétique
Acanthostachys est un genre de plantes de la famille des Bromeliaceae, originaire du Brésil, du Paraguay et du nord de l'Argentine.

## Liste des espèces
- Acanthostachys pitcairnioides (Mez) Rauh & Barthlott (distribution : nord-est du Brésil)
- Acanthostachys strobilacea (Schultes f.) Klotzsch (distribution : Brésil, Paraguay, Argentine)